# Adam Bajalics von Bajahaza
Adam Bajalics von Bajahaza, aussi écrit Adam Bajalić von Bajaházy voire Adam Bayalitsch, né en 1734 à Szeged en Hongrie et mort le 5 juin 1800 à Karlovac en Croatie, est un officier général au service de la monarchie de Habsbourg. Ayant combattu au cours de sa carrière les Prussiens, les Ottomans et les Français, il se distingue lors de la campagne d'Italie de 1796-1797 contre Napoléon Bonaparte où il se trouve successivement au commandement d'une brigade puis d'une division.

## Biographie

### Du simple soldat au colonel
Adam Bajalics naît en 1734 dans la ville hongroise de Szeged, au sein d'une famille croate originaire de Dalmatie. Il s'enrôle dans le régiment d'infanterie no 2 Archiduc Ferdinand où il sert de 1750 à 1754. Éloigné du service pendant un certain temps, il s'engage à nouveau dans l'armée autrichienne en 1758, cette fois-ci au régiment d'infanterie de grenzers Warasdiner. Il participe à la guerre de Sept Ans et est promu au grade de lieutenant en 1760, puis devient capitaine pendant la guerre de Succession de Bavière et major peu après. Le 10 septembre 1782, il se voit en outre décerner le titre de baron. En 1783, il est nommé Oberstleutnant (lieutenant-colonel) du régiment de grenzers Szluiner, sert avec distinction pendant la guerre austro-turque de 1788-1791 et est élevé au grade d’Oberst (colonel) le 28 février 1789.

### Sous les guerres de la Révolution française

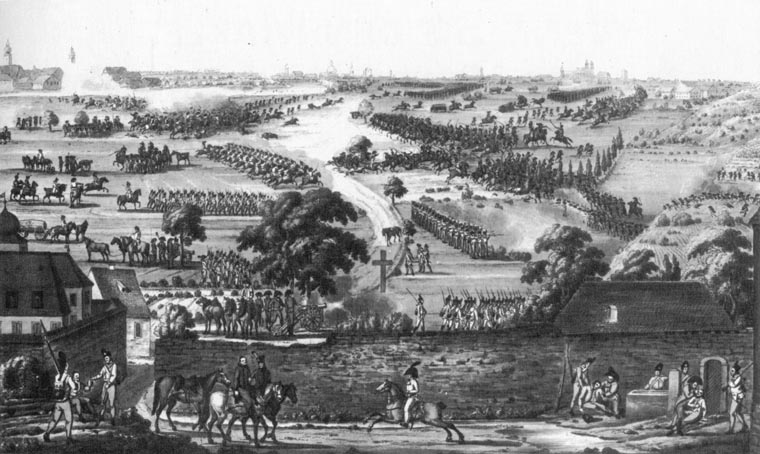
La bataille de Handschuhsheim en 1795, où Bajalics se distingue. Aquatinte de Friedrich Rottmann, 1795, musée palatin de Heidelberg.

Bajalics est fait général-major le 1er janvier 1794. Durant les guerres de la Révolution française, il sert comme brigadier à l'armée autrichienne du Haut-Rhin sous le commandement du général Dagobert Sigmund von Wurmser. Il prend part à la bataille de Handschuhsheim le 24 septembre 1795, au cours de laquelle une division française est taillée en pièces, et reçoit le 11 octobre la croix de chevalier de l'ordre militaire de Marie-Thérèse pour prix de ses exploits. 
Après que l'armée française du général Bonaparte a envahi le royaume de Piémont-Sardaigne au printemps 1796, Bajalics est transféré sur le théâtre d'Italie du nord. Il commande une brigade lors de la première tentative faite par Wurmser pour lever le siège de Mantoue au début du mois d'août. Chargé par le général en chef de couvrir la forteresse de Peschiera, Bajalics envoie quatre bataillons soutenir la retraite du corps principal à la suite de la défaite infligée par Bonaparte à Wurmser lors de la bataille de Castiglione,.
Une quatrième tentative est organisée pour secourir la garnison de Mantoue en janvier 1797. Bajalics obtient le commandement d'une division de 6 200 hommes qui menace Vérone occupée par les Français. Au début de la campagne, l'armée principale aux ordres du général Josef Alvinczy progresse depuis le nord pendant que la division du général Giovanni Provera se dirige sur Legnago, mais les événements viennent rapidement contrarier les espérances des Autrichiens. Le 14 janvier, Bonaparte écrase les troupes d'Alvinczy à la bataille de Rivoli puis se retourne contre Provera qu'il anéantit sous les murs de Mantoue. 
Bajalics, pour sa part, est nommé feld-maréchal lieutenant le 1er mars 1797. Lorsque Bonaparte parvient à chasser les forces de l'archiduc Charles-Louis d'Autriche de la péninsule italienne au printemps 1797, Bajalics dirige une partie de l'aile droite de l'armée dans sa retraite depuis Udine jusqu'à Villach. Dans une série d'actions confuses qui ont lieu entre le 21 et le 23 mars, les Français parviennent à couper la retraite des Autrichiens à Tarvisio. Cette manœuvre laisse la colonne de Bajalics du mauvais côté de la passe. Le lendemain, pressé par les divisions de Masséna, Guieu et Sérurier, Bajalics doit capituler avec 3 500 hommes, 25 canons et 400 véhicules de toute sorte. Lors des affrontements, ses troupes ont perdu 1 000 hommes tout en infligeant une perte de 1 200 tués et blessés à leurs adversaires.
Retiré du service en 1797, Adam Bajalics von Bajahaza meurt le 5 juin 1800 à Karlovac, en Croatie.